# Gonomyia porrecta
Gonomyia porrecta là một loài ruồi trong họ Limoniidae. Chúng phân bố ở miền Australasia.